# Liste der Kulturdenkmale in Wain
In der Liste der Kulturdenkmale in Wain sind alle Bau- und Kunstdenkmale der Gemeinde Wain und ihrer Teilorte verzeichnet. Sie leitet sich aus der Liste des Landesdenkmalamtes Baden-Württemberg, dem „Verzeichnis der unbeweglichen Bau- und Kunstdenkmale und der zu prüfenden Objekte“ ab. Diese Liste wurde im Dezember 2005 erstellt. Die Teilliste für den Landkreis Biberach hat den Stand vom 16. April 2009 und verzeichnet sechs unbewegliche Bau- und Kunstdenkmäler.

## Allgemein
- Bild: Zeigt ein ausgewähltes Bild aus Commons, „Weitere Bilder“ verweist auf die Bilder im Medienarchiv Wikimedia Commons.
- Bezeichnung: Nennt den Namen, die Bezeichnung oder die Art des Kulturdenkmals.
- Lage: Straßenname und Hausnummer oder Flurstücknummer des Kulturdenkmals, gegebenenfalls auch den Ortsteil. Die Grundsortierung der Liste erfolgt nach dieser Adresse. Der Link (Karte) führt zu verschiedenen Kartendiensten mit der Position des Kulturdenkmals. Fehlt dieser Link, wurden die Koordinaten noch nicht eingetragen. Sind diese bekannt, können sie über ein Tool mit einer Kartenansicht einfach nachgetragen werden. In dieser Kartenansicht sind Kulturdenkmale ohne Koordinaten mit einem roten bzw. orangen Marker dargestellt und können durch Verschieben auf die richtige Position in der Karte mit Koordinaten versehen werden. Kulturdenkmale ohne Bild sind an einem blauen bzw. roten Marker erkennbar.
- Datierung: Baubeginn, Fertigstellung, Datum der Erstnennung oder grobe zeitliche Einordnung entsprechend des Eintrags in der zuständigen Denkmaldatenbank (Landesamt für Denkmalpflege Baden-Württemberg).
- Beschreibung: Kurzcharakteristik des Kulturdenkmals.

## Wain
Wain wurde erstmals 1259 urkundlich erwähnt. Im 16. und 17. Jahrhundert unterstand der kleine Ort der protestantisch gewordenen Freien Reichsstadt Ulm und nicht einem geistlichen oder weltlichen Territorium, wie sonst in Oberschwaben üblich.
|                | Bauernhaus         | In Autagertshofen 15              | Anfang des 20. Jahrhunderts | Zweigeschossiger Putzbau Geschützt nach §§ Prüffall DSchG |  |   |          |                               |                                                                                |         |     |
| Weitere Bilder | Kirche St. Michael | Kirchstraße 11 (Karte)            | 1687                        | Evangelische Kirche aus dem 17. Jahrhundert mit ehemaligem Friedhof, auch schönste evangelische Dorfkirche in Oberschwaben genannt Geschützt nach § 28 DSchG |  |   |          |                               |                                                                                |         |     |
|                |                    | Obere Dorfstraße 1, 3. Flstnr. 21 |                             | Geschützt nach § 28 DSchG |  | 3 | Standort | Schloss Wain                  | Schloss, Nebengebäude, Stallungen, Park                                        | Schloss | §28 |
|                |                    | Poststraße 8                      |                             | Geschützt nach § 2 DSchG |  | 4 | Standort | Ehemalige Zehntscheuer        | Massivbau mit Walmdach aus dem Jahre 1777, Anbau Holzschopf aus dem Jahre 1876 | Schloss | §2  |
|                |                    | Flstnr. 209                       |                             | Geschützt nach § 2 DSchG |  | 5 |          | Familiengrabstätte von Herman | Backsteinwand und offener Andachtsraum aus dem Jahre 1897                      |         | §2  |
|                |                    | Gewann Dachsberg                  |                             | Geschützt nach § 2 DSchG |  | 6 |          | Grenzstein                    | Behauener Stein mit drei Wappen und Datierung 1777                             |         | §2  |